# Replay (Samuele Bersani)

## Descrizione
Replay è un singolo del cantautore italiano Samuele Bersani, pubblicato nel 2000 come primo singolo tratto dall'album L'oroscopo speciale.
Il brano è stato eseguito in gara al Festival di Sanremo 2000 durante la prima serata, alla prima partecipazione in assoluto dell'artista alla manifestazione, classificandosi al quinto posto e vincendo anche il Premio della Critica "Mia Martini".
Il brano ha fatto parte della colonna sonora di Chiedimi se sono felice, terzo film del trio comico Aldo, Giovanni e Giacomo.

## Tracce
1. Replay – 4:22 (Beppe D'Onghia, Lucio Dalla, Samuele Bersani)
2. Chicco E Spillo (Live '98)
3. Il Mostro (Live '98)

## Classifiche
| Classifica (2000) | Posizione |
| ----------------- | --------- |
| Italia            | 18        |